# L'Âge d'or (bande dessinée)
Pour les articles homonymes, voir Âge d'or (homonymie).
L'Âge d'or est une série de bande dessinée franco-belge fantastique scénarisée par Roxanne Moreil et Cyril Pedrosa et dessinée par Cyril Pedrosa, publiée par Dupuis dans la collection Aire libre en deux volumes sortis respectivement en 2018 et 2020.

## Genèse de l'œuvre
Cyril Pedrosa, manquant d'idées de scénario, imagine avec sa compagne Roxanne Moreil une histoire de princesse avec pour but de publier un livre de 90 pages entre deux projets. Le récit est imaginé au départ pour tenir en un seul volume découpé en quatre parties structurées comme quatre saisons,.
Alors que plusieurs projets de Pedrosa sont annulés, les deux auteurs décident de collaborer afin de développer cette histoire en lui donnant une dimension politique. Pedrosa abandonne alors une première version d'une trentaine de pages, et l'écriture du scénario complet à deux prend plusieurs mois, en collaboration étroite avec l'éditeur Dupuis. Pedrosa et Moreil, dont il s'agit du premier scénario, se répartissent des morceaux d'histoire afin de finaliser les dialogues, tout en échangeant de manière permanente.
Le dessin de Pedrosa recourt à un découpage varié et de nombreuses double pages, parfois sans textes. Pedrosa encre ses pages en premier lieu puis colorise les traits sur Photoshop, et superpose parfois des dessins remplis de motifs à certains fonds colorés.
La réalisation des deux tomes de la série a demandé au total quatre années de travail.
En 2020, le premier tome s'était vendu à près de 55 000 exemplaires.

## Thématiques et influences
Le couple de scénariste reconnaît l'influence de différentes formes d'art du Moyen Âge, telles que la fresque, la tapisserie, la broderie, l'enluminure, le vitrail, avant l'apparition de la perspective, ainsi que de certains peintres tels que Pieter Brueghel l'Ancien, tout en revendiquant une perception médiévale fantasmée,,,. Le déplacement d'un personnage dans une même case est notamment inspiré des retables moyenâgeux.

Moreil et Pedrosa décident d'ancrer leur récit dans un cadre imaginaire, une bande dessinée historique inspirée des faits relatés par Thomas Müntzer, piste un moment étudiée, nécessitant d'ancrer l'histoire autour de questions religieuses que les deux auteurs ne désiraient pas traiter,. La transposition à la période féodale permet de mettre en scène « cette disparité entre les classes sociales » et réactiver le thème de l'utopie à travers la société égalitaire de « L'Âge d'or »,, et constituer une réflexion sur le monde actuel tout en présentant les caractéristiques d'une épopée chevaleresque ou chanson de geste, : 

« Le Moyen Âge avec ses manants et ses seigneurs est le cadre idéal pour mettre en scène une fable politique. L'utopie redevient audible. Autant on a du mal à imaginer la fin de notre monde contemporain, autant tout le monde conçoit facilement la fin de la féodalité. Pourtant à l'époque, ça n'avait rien d'évident. »

Pedrosa souhaite notamment traiter de manière symbolique « l'histoire de la gauche et l'échec du hollandisme », et plus globalement celui du capitalisme : 

« Nous avons voulu dire une chose très simple, politiquement : le monde est tel qu'on le construit. L'existence d'un ordre naturel est un mensonge. Donc, on peut changer le monde complètement. [...] Les gens dans cet univers ont le sentiment que le monde est ainsi de toute éternité. Ils veulent autre chose mais ils ne savent pas quoi… Aujourd'hui, nous sommes dans la même situation ! »

Le propos féministe est également fortement présent dans l'œuvre. Le premier tome, sorti durant les prémices du Mouvement MeToo, a « répondu un peu par hasard à un mouvement global ». Pour La Croix notamment, « avec une femme pour héroïne, ainsi qu'avec l'épisode de cette communauté féminine cachée, micro-société égalitaire dont les membres s'épanouissent à l'abri de la violence masculine, les auteurs teintent leur récit d'un féminisme très actuel ».
La série aborde également le rapport au pouvoir, : selon Pedrosa, « le diptyque décrit la longue quête intérieure de cette jeune princesse, monarque éclairée transformée par la vengeance en chef de guerre violent avant de comprendre la finalité de son destin ».

## Albums
- 1. L'Âge d'or, Dupuis,  (ISBN 979-10-34730-35-3), 7 septembre 2018
Scénario : Roxanne Moreil et Cyril Pedrosa - Dessin : Cyril Pedrosa - Couleurs : Claire Courrier, Joran Treguier et Cyril Pedrosa
- 2. L'Âge d'or, Dupuis,  (ISBN 979-10-34732-64-7), 6 novembre 2020
Scénario : Roxanne Moreil et Cyril Pedrosa - Dessin : Cyril Pedrosa - Couleurs : Claire Courrier, Joran Treguier et Cyril Pedrosa

## Distinctions
En 2018, la série reçoit le Prix Landerneau dans la catégorie bande dessinée.
En 2019, la série reçoit le premier prix de la Prix de la BD Fnac/France Inter. La même année, elle figure parmi les cinq finalistes du Grand prix de la critique, finalement décerné par l'ACBD à Moi, ce que j'aime, c'est les monstres d'Emil Ferris,,.